# Anna Pettersson (friidrottare)
Anna Pettersson, född 3 oktober 1977, är en svensk före detta friidrottare (häcklöpare). Hon vann SM-guld utomhus på 100 meter häck år 2001 och 60 meter häck inomhus 1997 och 2002.

## Personliga rekord
| Utomhus - 100 meter häck – 13,61 (Växjö 25 augusti 2001) - 100 meter häck – 13,88 (Sydney, Australien 25 augusti 1996) | Inomhus - 60 meter häck – 8,28 (Glasgow, Skottland 9 mars 2002) |